# Deportivo Pasto
Deportivo Pasto (cuya razón social es Asociación Deportivo Pasto) es un club de fútbol de la ciudad de San Juan de Pasto en el departamento de Nariño, fundado el 12 de octubre de 1949. Juega en la Categoría Primera A del fútbol profesional colombiano y disputa los encuentros como local en el Estadio Departamental Libertad, con capacidad para 20.000 espectadores.
Ascendió por primera vez a la máxima categoría en 1998. Históricamente, el Deportivo Pasto fue el primer equipo que, llegado del Torneo de Ascenso, salió campeón del torneo nacional (en 2006-I) y el primero en llegar a una final (en 2002-II). En total, el equipo tiene en su haber un título de Categoría Primera A, tres subcampeonatos (en 2002-II, 2012-I y 2019-I), 12 presencias en fases finales y dos subcampeonatos de Copa Colombia (en 2009 y 2012) como máximos logros nacionales y la clasificación a la Copa Sudamericana de 2003, 2013, 2020, 2021 y la Copa Libertadores de 2007 en fase de grupos como éxitos internacionales.

## Historia

### Fundación
El Deportivo Pasto nace el 12 de octubre de 1949 con el nombre oficial de "Oro Rojo", que posteriormente fue cambiado al que posee actualmente. El dirigente y periodista Miguel Humberto López "Milachel", junto a varias personas de la ciudad contaron con el apoyo de la empresa cervecera Bavaria para crear el Deportivo Pasto, equipo que abriría las puestas al fútbol aficionado a la capital nariñense.
El Pasto participó en sus primeros años, décadas de los años 1950 y 1960 como equipo semiprofesional y en luego teniendo su época dorada en los años sesenta, con un jugador baluarte como "el maestro", Eduardo Delgado acaparó todos los títulos que se disputaron en el departamento haciéndose merecedores del sobrenombre de El ajedrez Pastuso debido a su fútbol exquisito y la destreza en el manejo de la pelota. En el año 1977, la Gobernación de Nariño mediante resolución, reconoce al club Deportivo Pasto como entidad deportiva organizada otorgándole su personería jurídica, título fundamental para aspirar al profesionalismo años más tarde. En la década de los años 1990 su presidente Raúl Gonzales puso la primera piedra, y junto a los dirigentes de esa época lograron que el club ascendiera a la categoría Primera C, no sin antes pasar por arduas luchas con la "Difútbol" para conseguir todos los requisitos para poder participar de la competición.

### Aparición en la Primera B
En los años de 1995 y 1996, el Deportivo Pasto dirigido por Carlos "Tribilín" Valencia conformado por jugadores juveniles de la región participó del torneo de Primera C. En 1995 logró ganar zonal Suroccidental y en 1996 alcanzó el cuadrangular final. Pese a no ganar el campeonato, logró llamar la atención de los dirigentes de la región especialmente la del Alcalde Antonio Navarro Wolff que junto a algunos dirigentes nariñenses residentes en Bogotá hicieron la gestión política para que el Deportivo Pasto sea ascendido por invitación para jugar la Primera B en 1996, gracias a que en el torneo de ascenso se amplió en número de participantes de 14 a 16. El Real Cartagena descendió ese año a la Categoría Primera C pero se imposibilita su participación ya que un equipo profesional no podía jugar en un torneo realizado por la "Difútbol", organismo del fútbol aficionado colombiano por ello se modificó el número de participantes a 16 por lo que se obligó a aumentar un cupo más que se sorteó entre los finalistas de la Categoría Primera C del anterior campeonato. Cooperamos Tolima, campeón del torneo de la Categoría Primera C, paso directamente y entre Once Caldas B, La Equidad y Deportivo Pasto, se decidió el cupo restante que fue finalmente asignado al equipo nariñense.
El primer año en la categoría profesional continuó bajo el mando técnico de Carlos Valencia en el campeonato de ascenso 1996-97. El primer partido se cumplió el 14 de septiembre de 1996 frente al River Plate de Buga (3-3). Anotaron Sergio Angulo en dos ocasiones y Oscar Lagarejo. El 22 de septiembre del mismo año, y ante Cooperamos Tolima, Pasto debutó en casa con una victoria por 2 goles a 1. Breiby Cárcamo y Sergio Angulo los anotadores. Ese mismo año logró entrar al cuadrangular final, pero terminó en el último lugar detrás de Deportivo Unicosta, Lanceros Boyacá y Atlético Córdoba.

### 1998: la campaña del ascenso
En 1998, se jugó la segunda temporada en la Categoría Primera B. Eudoro Dueñas en la presidencia y Félix Valverde Quiñónez como nuevo técnico en reemplazo de Carlos Valencia. La temporada se dio inicio el 15 de marzo de 1998, frente al equipo La Escuela Carlos Sarmiento Lora en el Estadio Libertad, marcador final 3-0, con anotaciones de Jorge Vidal, Arley Dinas en contra y Oscar Echeverry. Desde el comienzo de la campaña, Pasto apareció como favorito para ascender. En la primera fase del torneo, terminó líder con 61 puntos tras las 28 fechas. En el cuadrangular semifinal, formó parte del grupo A junto a, Deportivo Pereira, el gran candidato para subir a la Primera A, Deportivo Rionegro y Bello F. C., Hubo momentos de angustia, cuando se perdió en la penúltima fecha de local con el equipo Deportivo Rionegro, teniendo que disputar una final en Bello. Ese partido terminó 2-3 a favor del club alcanzando la punta del cuadrangular con 11.5, clasificándose al cuadrangular final junto a Deportivo Pereira y los clasificados del grupo B, Itagüí F.C y Real Cartagena.
Con juegos ida y vuelta entre los 4 equipos, el Deportivo Pasto arrancó ganando de local, 3-1 al Real Cartagena, perdió en Itagüí 1-0, y luego en el duelo directo frente a Deportivo Pereira, ganó en casa 1-0 y en la visita 3-1, quedando como líder solitario del cuadrangular. Así el 8 de diciembre de 1998 a falta de una fecha para concluir el torneo de ascenso el Deportivo Pasto se coronó campeón tras vencer en el Estadio Libertad al Itagüí Ditaires 2 goles a 1. Por el Pasto anotó Carlos Rendón y Herly Alcázar, los 12 puntos conseguidos, más la derrota del Real Cartagena frente a Deportivo Pereira llevaron al equipo nariñense a la Primera A. Los jugadores de aquel equipo que se convirtierón en ídolos, las atajadas de César Zape, hijo de Pedro Antonio, el legendario arquero de la Selección Colombia; la solidez de Julio Romaña (capitán) en la defensa; la proyección de Oscar Echeverry, el goleador del equipo con 12 anotaciones, y la experiencia de Carlos Rendón, el tumaqueño de 33 años con sus goles de tiro libre y haciendo sociedad con el juvenil John Charria en el medio campo, llevaron al equipo pastuso a Primera división.

### 1999: Debut en la Primera A
Para el certamen ‘Apertura’ de 1999 a efectuarse entre el 7 de febrero y el 27 de junio, integró el Grupo D (cuadrangulares regionales) al lado de Atlético Junior, Atlético Bucaramanga y Unión Magdalena, el equipo fue obligado a hacer grandes desplazamientos al jugar con los equipos de la zona norte del país. El estreno oficial del conjunto pastuso se aplazó dos semanas después de iniciado el campeonato debido a una demanda que no prosperó, donde el Deportivo Pereira, alegaba que el Pasto no podía jugar, al no tener personería jurídica. Pero el presidente del equipo, don Eudoro Dueñas, empezó la campaña para alcanzar los 2500 socios, necesarios para establecerse como equipo profesional y hacer válida su inscripción como equipo de Primera división.
El debut, se cumplió el jueves, 18 de febrero de 1999, frente al Atlético Bucaramanga (1-1), en el Estadio Libertad. En ese partido anotó para el Pasto, John Charria.
En el primer año el equipo logró mantenerse en Primera división al terminar en el puesto 11 de la reclasificación y además se clasificó por primera vez a los cuadrangulares semifinales al terminar octavo en el torneo finalización, actuó frente a Atlético Nacional, Junior y Cortuluá.
En esta temporada logró dos resultados históricos, venció 6-1 a Unión Magdalena y 6-1 a Independiente Medellín, siendo estos los resultados más abultados que ha conseguido en su historia. Ambos partidos fueron jugados en el Estadio Libertad.

### 2002: Primera final y subcampeonato
Dos temporadas después, de ver peligrar su puesto en la Primera división (2000 -2001). El Deportivo Pasto, bajo el mando técnico de Néstor Otero, llegó a su primera final en la historia del fútbol profesional colombiano. Después de intentarlo en el Torneo Apertura, en el que clasificó a los cuadrangulares finales, el Torneo Finalización 2002, sería el torneo del Pasto, clasificó segundo, con 36 puntos, a los cuadrangulares semifinales, donde enfrentó, y superó a América de Cali, Unión Magdalena, y a Atlético Nacional.
En la gran final enfrentó al Independiente Medellín. El primer partido, el 18 de diciembre, lo ganó el "poderoso de la montaña" 2-0, y en el juego de vuelta, disputado el día 22, Pasto no pudo revertir la situación y empató 1-1, lo cual le dio a Independiente Medellín el título del Torneo Finalización luego de 45 años sin poder conseguirlo.
Pese a caer en la final, el conjunto pastuso, no se fue con las manos vacías, ya que terminó cuarto en la reclasificación del año, con 83 puntos, lo cual le dio a Deportivo Pasto un cupo a la Copa Sudamericana 2003. En el equipo subcampeón hicieron parte, entre otros, Jairo "El Viejo" Patiño, Dúmar Rueda, Walter Escobar, Carlos Rendón, Oscar Upegui, Oscar Galvis y Pablo Jaramillo, dirigidos por el profesor Néstor Otero.

### 2003: Participación en la Copa Sudamericana
Néstor Otero, técnico subcampeón, continuó en el club. No obstante, la participación de Pasto en el torneo internacional fue efímera, ya que en la primera fase enfrentó a Atlético Nacional, club con el que cayó eliminado.
El juego de ida, disputado en el Estadio Departamental Libertad, quedó 0-0, el 6 de agosto. y en la vuelta, jugada el día 21 de agosto en el Estadio Atanasio Girardot, Nacional venció a Pasto 2-1. Leonardo Enciso abrió la cuenta para Pasto, al minuto nueve. Pero Aquivaldo Mosquera (36) y Elkin Calle (46), sentenciaron la eliminación pastusa de su primer torneo internacional.
En el torneo local en el Apertura queda en la posición 15 y en el Finalización clasifica quinto ya en el cuadrnagular B queda superado por los equipos Deportivo Cali, Millonarios y Unión Magdalena.

### 2006: Primer título
La tan anhelada primera estrella del Deportivo Pasto llegó en el Torneo Apertura 2006, para el cual el argentino Óscar Héctor Quintabani fue el director técnico y de la mano de jugadores como Carlos Villagra, Carlos Rodas, Jorge Vidal y los juveniles René Rosero y Walden Vargas, el Pasto alcanzó su mayor logro hasta la fecha al ganar su primer título.
El equipo se clasificó octavo en la fase de todos contra todos con 27 puntos, por lo cual no fue candidato para llevarse la corona. Luego, en el Cuadrangular B, terminó primero con 13 puntos, ganando el grupo en donde enfrentó al Cúcuta Deportivo, y a dos históricos del fútbol colombiano, Atlético Nacional y Millonarios, en la final superó a Deportivo Cali, 2-1 en el resultado global.
El juego de ida, disputado en el Estadio Olímpico Pascual Guerrero, favoreció a Pasto por la mínima diferencia, con gol del paraguayo Carlos Villagra al minuto 75. La vuelta, jugada el 25 de junio quedó 1-1, con goles de Jorge Hernando Vidal al minuto 59 y el empate caleño, obra de Anthony Tapia al minuto 78. El empate en la vuelta, dio el título al Pasto que ganó 2-1 en el marcador global y se clasificó a la Copa Libertadores 2007.
En el Torneo Finalización 2006 clasificó de nuevo a los cuadrangulares donde integró el Grupo A con los equipos Deportes Tolima, Atlético Nacional y Boyacá Chicó en esta ocasión el equipo nariñense quedó tercero con ocho puntos y en la Reclasificación del año quedó tercero con 82 puntos.
Alineación del partido final frente al Deportivo Cali, el 25 de junio de 2006.
| Alineación: - Carlos Barahona - Ariel Sevillano - Walden Vargas - Harnol Palacios - Javier Arizala - Jorge Hernando Vidal - Juan Fernando Rebolledo - René Rosero - Ferley Villamil - Carlos Rodas - Carlos Villagra - DT. Óscar Héctor Quintabani |  | Barahona Arizala Vargas Sevillano Palacios Villamil Brocha Villagra Rebolledo Rodas Rosero |  | \| \| |
| |  |                                                                                            |  |       |

### 2007: Participación en la Copa Libertadores y Torneo Finalización 2007
Luego de ser campeón del Torneo Apertura 2006, Deportivo Pasto logró acceder a la Copa Libertadores 2007, siendo la primera participación en este certamen. Fue sorteado en el Grupo 8, junto al histórico Santos de (Brasil), el uruguayo Defensor Sporting y el argentino Gimnasia y Esgrima La Plata. Bajo en mando técnico de Álvaro de Jesús Gómez, no alcanzó ningún punto en el grupo y ocupó el penúltimo lugar en la tabla general del certamen, superando únicamente al club Alianza Lima de Perú.
En el Torneo Finalización 2007 clasificó sexto en el todos contra todos y en los cuadrangulares integró el Grupo B donde enfrentó a los equipos La Equidad, Deportes Tolima y Boyacá Chicó en este campeonato el equipo nariñense queda segundo con ocho puntos.

### 2009: El Descenso
Después de pasar once años consecutivos en la primera categoría, el equipo cayó en una debacle institucional y deportiva, los promedios de los últimos tres años (2007-2009), llevaron al Pasto al descenso en la temporada 2009.
Todo comenzó en la temporada 2008, con Miguel Prince en el banco. A pesar de haber terminado quinto en el Torneo Finalización 2007 y con solo la ausencia de Carlos Hidalgo del anterior equipo, las malas contrataciones hicieron efecto en el equipo, terminando 16° en el Apertura. La llegada de pobres contrataciones como la de los veteranos David Montoya y Leonardo Fabio Moreno, en el apertura y Oscar Villareal en el finalización fueron una de las causas del debacle del equipo. Tras la salida de Prince, para el finalización 2008, llegó Jorge 'el patrón' Bermúdez, que tuvo un desafortunado paso, solo seis puntos de 21 posibles dieron su salida, llegó en su reemplazo, Bernardo Redín pero no pudo levantar al equipo y de nuevo se terminó en la casilla 16° y el fantasma del descenso empezó a rondar al terminar último de la reclasificación del año.
Para la temporada 2009, el Deportivo Pasto, partió 15° en la tabla del descenso a 8 puntos del Deportivo Pereira, último de la tabla. Continuo, Bernardo Redín como técnico e Iván Erazo tomo su papel como presidente del equipo tras la renuncia de Norman Bracht, que estuvo pocos meses en el cargo. Otra mala conformación de la nómina, y la falta de recursos económicos en las arcas del equipo, hicieron que el equipo se viniera a pique. Se reforzó al equipo con jugadores veteranos como, Orlando Ballesteros, Víctor Pacheco, Néstor Salazar y Carlos Castillo que hicieron un penoso paso, siguiendo la mala racha que llevaba el equipo y por tercer campeonato consecutivo se terminó en el 16° puesto y en lugar de serie de promoción, a un solo punto del descenso directo.
Jorge Luis Bernal, llegó como técnico, para sacar de la mala racha al equipo, y renovando en casi toda la nómina, formó un gran equipo para el finalización del 2009. Llegaron entre otros, Julián Mesa, Alex del Castillo, Omar Rodríguez, Hugo Pablo Centurión y Carlos Daniel Hidalgo como refuerzos. El equipo empezó a ilusionar a la hinchada por su gran juego y contundencia, manteniendo una regularidad que no se tenía en mucho tiempo, incluso llegó a la fase final de la Copa Colombia. Pero el camino parecía estar escrito y no tener salida, una mano oscura estaba rondando, los malos arbitrajes empezaron a hacer mella en los resultados del equipo, en la fecha 13, enfrentando al Atlético Huila, el juez, Oscar Gutiérrez, pito un penal inexistente a favor de los visitantes comenzando el juego y al final solo se pudo rescatar un empate. Luego vino un desastroso partido en Cali ante Deportivo Cali (0-3), pero el Deportivo Pasto tenía la oportunidad de zafar del descenso directo, recibiendo en la fecha 15, al Real Cartagena. El ambiente era tenso en el Libertad, el Real Cartagena quiso mantener el empate, replegándose atrás y perdiendo tiempo, exasperando a la hinchada que ya se mostraba áspera, arrojando objetos al terreno de juego. El empate mantenía con vida, al Real Cartagena, pero en los minutos finales, Hidalgo anotó dando el triunfo al Deportivo Pasto, faltaban segundos para terminar el partido y ya corría el minuto de reposición, pero en un tiro de esquina, sorpresivamente el Juez de línea, Alejandro Gallego cae al piso, por una supuesta agresión desde la tribuna Norte del Estadio Departamental Libertad, el árbitro Óscar Ruiz da por suspendido el partido por falta de garantías transcurridos 91 minutos. El resultado del partido quedó en vilo y días después, la comisión disciplinaria de la Dimayor decidió aplicar el artículo 83 del reglamento, determinando la pérdida de los puntos para el Deportivo Pasto y dar el marcador favorable a Real Cartagena de 3-0, pese a los reclamos de la directiva de Pasto que alegó que el juez de línea simuló la agresión.
Los puntos perdidos hicieron que el Deportivo Pasto cayera de la segunda posición del Torneo Finalización al décimo lugar y en el último puesto en la tabla del descenso a un punto del Deportivo Pereira. Aunque faltaban tres fechas, después de dicho partido, para concluir en campeonato. El equipo perdió la concentración, sintiendo el golpe por la pérdida de puntos y con dos derrotas consecutivas, primero en la fecha 16 ante Boyacá Chicó en el Estadio La Independencia de Santiago de Tunja y luego ante Independiente Santa Fe en el Estadio Departamental Libertad en la fecha 17, el día domingo 8 de noviembre de 2009, día en que los dirigidos por Jorge Luis Bernal descendieron a la segunda división.

### Subcampeón de la Copa Colombia
En la segunda reedición de la Copa Colombia, el torneo oficial que enfrenta a los clubes de las categorías Primera A y Primera B. El Deportivo Pasto, de la mano de Jorge Luis Bernal, en la primera fase, terminó segundo en el grupo E, con 17 puntos, a uno del líder Deportes Quindío. En el grupo enfrentó a Deportivo Cali, América de Cali, Deportes Quindío, Depor Fútbol Club y Cortuluá.
En segunda fase derrotó al Atlético Huila, 7-6 en tiros desde el punto penal, luego de terminar 2-2 en marcador global pasando a cuartos de final para enfrentar a Santa Fe, ganando la serie 4-3, el partido de ida en el Estadio Departamental Libertad el Pasto ganó 3-1 y en la vuelta perdió 2-1, marcador que dio la clasificación a ambos equipos, ya que Independiente Santa Fe logró su cupo a semifinales como el mejor perdedor.
En semifinales, el Deportivo Pasto salió victorioso frente al Junior de Barranquilla en los dos encuentros disputados, en casa ganó 3-1 y en Barranquilla 1-2, clasificando a la final donde enfrentó a Santa Fe, que derrotó a Atlético Nacional en el otro juego de semifinales.
La primera final se jugó en el Estadio Libertad el 11 de noviembre con resultado favorable 2-1, para el Deportivo Pasto, anotaron Omar Rodríguez y Hugo Pablo Centurión para el Pasto y Yulian Anchico por Independiente Santa Fe. El partido de vuelta se disputó una semana después el 18 de noviembre con idéntico marcador 2-1, pero esta vez favoreciendo a los locales que lograron empatar la serie en los minutos finales por vía de pena máxima, luego que el central Francisco Peñuela, cobrara una falta dentro del área cometida por Germán Centurión. El juego se definió en los cobros de tiro penal, con triunfo 5 a 4 para el Independiente Santa Fe. En la serie fallaron Hugo Pablo Centurión, Andrés Mosquera, Germán Centurión y Oscar Altamirano para el Deportivo Pasto.

### Temporada 2010 en la Segunda División
Para la nueva etapa en segunda división, Iván Erazo ficha como técnico a Hernán Darío Herrera, en reemplazo de Jorge Luis Bernal, que se había marchado al Deportivo Cali. Herrera no comienza bien, sin ganar un punto fuera de casa, en la fecha 10, sale del equipo por un pobre rendimiento, solo 10 puntos de 30 posibles dejando al equipo 13° en el Torneo de Ascenso. Bernal retorna al equipo y con él, su cuerpo técnico encabezado por Flabio Torres, el equipo empieza a repuntar, aunque las lesiones, le obligaron a utilizar en varias fechas al portero Diego Martínez como delantero. El la fase regular el Pasto logró un récord en su estadio, 13 victorias consecutivas que empezaron el 25 de abril frente a Bogotá F.C. (1-0) hasta el 30 de octubre de 2010, con triunfo (1-0) al Pacífico F.C..
Al final de las 36 fechas, el Pasto terminó segundo con 68 puntos, detrás del líder Itagüí Ditaires encabezando el grupo B de los cuadrangulares finales, logrando su clasificación a la gran final del año tras sendos triunfos como visitante contra Bogotá F. C., Atlético Bucaramanga, y Patriotas Boyacá.
En la final, los dirigidos por Jorge Luis Bernal cayeron frente al Itagüí Ditaires, luego del empate 1-1 en Pasto y la derrota 2-1 en el municipio de Itagüí, sin embargo tuvo derecho a jugar la serie de promoción contra el penúltimo de la tabla del descenso en la Primera A, el Envigado F.C.. En esa serie, Pasto cayó 3-0 en el marcador global.

### 2011: El segundo ascenso
Bernal salé del equipo, luego de perder la opción de ascender el año anterior y en su reemplazo queda su asistente, Flabio Torres. La plantilla se cambia en un 80% y se conforma un equipo con varios jugadores con historia en el equipo. Gilberto García, René Rosero, Hugo Pablo Centurión y Carlos Daniel Hidalgo formaron la base del equipo para afrontar el torneo que había cambiado de sistema, esta vez habría dos ganadores en el año, de donde saldría el campeón que ascendería a primera división.
En el torneo apertura, el Deportivo Pasto fue contundente, terminó primero con 39 puntos en los 18 juegos de la fase regular con otro récord en su casa, 9 juegos sin recibir gol. Esta vez no se jugaban cuadrangulares, si no play-offs para decidir el campeón del torneo. Valledupar Fútbol Club fue el primer rival, En el juego de ida, como visitante se sacó un empate a 0, pero en la vuelta en el Libertad, la paridad siguió y por vía de los penales el Pasto cayó perdiendo la opción del título en el Apertura.
En ambiente en la ciudad fue negativo después de la derrota, y la gente se alejó del estadio. Solo los hinchas fieles asistieron a los siguientes compromisos. El presidente Iván Erazo apoyo al técnico Flabio Torres para continuar en el segundo torneo aunque los refuerzos llegaron con el hermetismo del periodismo de la ciudad, jugadores desconocidos en el medio, como Víctor Manuel Zapata al final fueron determinantes para conseguir el título. El refuerzo más importante, para el equipo fue el goleador paraguayo, campeón con el equipo en el Torneo Apertura 2006, Carlos Villagra. Se reunían nuevamente varios excampeones Villagra, Centuríon y Rosero, además estaría en el equipo con otro de los grandes goleadores en la historia del equipo, Carlos Daniel Hidalgo.
Torres empieza su travesía muy bien en el segundo torneo, ya que golea en casa 4-0 al Depor Fútbol Club, y avanza a siguiente fase de la Copa Colombia como líder del grupo, pero de nuevo se atravesó el Valledupar en el camino, esta vez por la Copa se cae eliminado por este equipo. Las críticas volvieron a aparecer pero el receso de un mes por la Copa Mundial de Fútbol Sub-20 celebrada en Colombia, calmo los ánimos. De vuelta a la competición, el equipo mantuvo una buena regularidad, manteniéndose líder durante todo el torneo. Pese a no ganar como visitante, tampoco perdía y la racha en su casa se ampliaba aún más. Los emparejamientos de octavos le dejarían con el rival más difícil, la Universidad Autónoma del profesor Miguel Ángel Converti. Empezó las series como visitante, por ser el mejor equipo en la reclasificación del año y sacó ventaja de eso, primero en Sabanalarga, Atlántico logró un empate y definió la serie en el Libertad 4-0. Luego en semifinales frente al Expreso Rojo definió la serie en casa con un contundente 5-1, clasificando a la final del segundo Torneo frente a Centauros de Popayán antes conocido como Centauros Villavicencio y en ese momento ya conocido como Universitario de Popayán para el próximo año 2012 por Coldeportes. El partido final fue sorteado de igual forma que en sus anteriores partidos, aprovechando la localía, ganó 2-1 en el marcador global, clasificando a la gran final, frente al ganador del primer Torneo el Patriotas Boyacá.
El primer juego de la Final se jugó en Tunja el 30 de noviembre, con resultado favorable al Patriotas Boyacá 1-0, gol de Elkin Amador. Para el partido de vuelta los dirigidos por Flabio Torres, tuvieron que sufrir para llegar a la ciudad debido a la ola invernal que azota el país, llegando apenas 24 horas antes del juego. El 4 de diciembre de 2011, en el Estadio Libertad, el Deportivo Pasto después de ganar 1-0, en los noventa minutos (gol de Mauricio Mina) ganó por penales 2-0 al Patriotas Boyacá y logró el ascenso a la máxima categoría del fútbol colombiano. Los dirigidos por Flabio Torres ganan la serie de ascenso a la Categoría Primera A, con un excelente rendimiento, 90 puntos a lo largo de todo el torneo, sin perder en casa, con un récord de 23 partidos como invicto. En Pasto, se desató la euforia entre los aficionados que vieron al Súper Depor de nuevo en la élite del fútbol colombiano.

### 2012: Regreso a Primera División
Deportivo Pasto volvía después de 2 años a disputar la Categoría Primera A, esta vez conservando en su mayoría por jugadores del plantel del año pasado con el que consiguieron el ascenso y con Flabio Torres, al mando pero con algunos cambios y refuerzos como el caso de Edwards Jiménez que al principio no rindió pero después fue un jugador fundamental para el equipo y otros nuevos jugadores como José David Moreno, John Jairo Montaño, Omar Andrés Rodríguez, Arlinton Murillo, Andrés Peláez, Óscar Iván Méndez, José Rodrigo Castillo, y vuelve Marino García, más tarde llegarían Bryan Aldave y el boliviano Joselito Vaca, y las bajas más importantes fueron Carlos Daniel Hidalgo, Carlos Villagra y Hugo Pablo Centurión, el equipo del sur del país inició su participación en la primera fecha jugando frente al Independiente Medellín en un partido donde debutaron los dos equipos con un empate a cero goles, a la gente del Super Depor que vio el partido no le importó tanto el resultado sino más bien fue la emoción de verlo en la máxima categoría, sin embargo luego los empates dominaron al Deportivo Pasto por lo menos hasta la 9 fecha ya que hasta esa fecha el Deportivo Pasto empató 5 veces, perdió en dos oportunidades y ganó dos encuentros estos ante Envigado Fútbol Club y La Equidad en donde el equipo volcánico se impuso en los dos partidos por 3-1 por la razón de que el equipo empataba en varias ocasiones el periodismo empezó a criticar al equipo y también al cuerpo técnico pero desde la fecha 10 donde el Deportivo Pasto se impuso 1-0 ante el Atlético Nacional en calidad de visitante los buenos resultados empezaron a llegar y en donde desde esa fecha nunca salió de los 8 mejores y logrando buenos resultados como 4-1 frente al Once Caldas, 2-0 al Boyacá Chicó y 2-1 de visitante al Millonarios, donde quedó a puertas de la clasificación a Semifinales pero la clasificación se definió en la última fecha cuando Deportivo Pasto visitaba al Cúcuta Deportivo en un partido como dicen "de infarto" ya que con el empate Deportivo Pasto clasificaba sin embargo en el primer tiempo el Deportivo Pasto se iba arriba con gol del juvenil Kévin Rendón pero en la parte complementaria Cúcuta Deportivo empataría y después remontaba 2-1 pero ya cuando el Deportivo Pasto parecía que quedaba eliminado llegaría al último minuto del partido el gol de la clasificación por medio de Mauricio Mina y poniéndole cifras concretas al marcador (2-2), ya para los cuadrangulares semifinales el Deportivo Pasto se clasificó como sexto en el grupo A en ese cuadrangular le fue bastante bien al Deportivo Pasto superando en el cuadrangular a clubes como Deportivo Cali, Atlético Huila y al Deportes Tolima llegando así por tercera ocasión a la Gran Final de la Categoría Primera A, que la jugó frente al Independiente Santa Fe en donde el primer partido de la final jugado en Estadio Departamental Libertad el día miércoles 11 de julio de 2012 empatarían a un gol el gol volcánico fue obra del juvenil Kévin Rendón y en el partido de vuelta jugado en el Estadio Nemesio Camacho El Campín el día domingo 15 de julio de 2012 el Deportivo Pasto perdería por 1-0 quedando así como subcampeón del Torneo apertura.

### Segundo Semestre 2012
Para el segundo semestre y sin hacer una pretemporada Deportivo Pasto afrontaría el reto, con solo cuatro refuerzos que fueron Jaime Córdoba, Ayron Del Valle, Fausto Obeso y el arquero José Alexis Márquez Deportivo Pasto inició su campaña con un 1-0 en contra a favor del Independiente Medellín luego el Deportivo Pasto hizo una buena campaña hasta la fecha 10 cuando cayó derrotado en el Estadio Departamental Libertad 2-0 a favor de Atlético Nacional y perdiendo así un récord de 42 partidos sin perder en Pasto, de ahí en adelante el equipo empezó a ver la clasificación a las 8 muy complicada sin embargo cuando fueron pasando las fechas al Deportivo Pasto se le dieron todos los resultados a favor hasta el punto que dependía de él mismo para clasificarse en la última fecha con 25 puntos y lo hizo cuando le ganó 2-1 al Cúcuta Deportivo y así clasificándose de 8 a los cuadrangulares semifinales, ya en los cuadrangulares quedó de segundo del grupo que enfrentó a Millonarios Fútbol Club, Deportes Tolima y Junior el último partido fue el más sufrido por los nariñenses ya que con un triunfo y esperando que Millonarios Fútbol Club empate o pierda con Junior. Deportivo Pasto accedía a una nueva final sin embargo el Deportivo Pasto empató con Deportes Tolima el día domingo 9 de diciembre de 2012 y así se despedía de uno de los años más buenos y clasificando a la Copa Sudamericana 2013 al quedar de 3 en la reclasificación del año y cumpliendo con el objetivo más importante salvarse del descenso al quedar de 11 en la Tabla del descenso sacándole más de 20 puntos al descendido Real Cartagena.

### Segundo subcampeonato en la Copa Colombia
En la quinta edición de la Copa Colombia el Deportivo Pasto logró llegar a la final superando a clubes en la primera fase como a Deportivo Cali, Depor Fútbol Club, Universitario de Popayán y Cortuluá siendo únicamente superado por América de Cali. En los Octavos de final superó 5-0 en el global al Once Caldas, en Cuartos derrotó al Atlético Junior por el global de 6-2 y en semifinales superó en el global 3-1 al Atlético Bucaramanga que venía de eliminar en cuartos al América de Cali y en la final cayó a manos del Atlético Nacional; en la ida, jugada en el Estadio Departamental Libertad el día miércoles 31 de octubre de 2012, quedó 0-0 y en la vuelta, jugada en el Estadio Atanasio Girardot el día miércoles 7 de noviembre de 2012, el Deportivo Pasto cayó 2-0 quedando de subcampeón por segunda oportunidad.

### 2013: Un año emocionante
En este nuevo año para Deportivo Pasto empezaba con la salida de varios jugadores la mayoría al Once Caldas como: Edwards Jiménez, Omar Andrés Rodríguez, José Fernando Cuadrado, Gilberto 'Alcatraz' García, el excapitán del equipo Carlos Giraldo y otros que se fueron a diversos equipos como: Ayron Del Valle, Marino García, Wilmer Parra, Joselito Vaca, Óscar Iván Méndez, Jaime Córdoba, José Alexis Márquez, y los canteranos que fueron a equipos forasteros como el caso de Kévin Rendón que fue fichado por Club Estudiantes de La Plata de Argentina y Juan José Narváez que fue comprado por las divisiones menores del Real Madrid el Real Madrid Castilla Club de Fútbol.
Con la permanencia de Flabio Torres en el equipo había que reestructurarlo con jugadores de experiencia ya que los jugadores que se fueron eran pieza clave por lo cual el primer gran fichaje en el Deportivo Pasto fue el portero David Gonzáles que venía de jugar en Inglaterra sin embargo en un partido amistoso de pretemporada contra Universidad César Vallejo sufrió una lesión muy grave que lo alejó de las canchas durante todo el Primer Semestre por lo que se contrató a otro buen arquero como lo es el uruguayo Lucero Álvarez las demás contrataciones fueron: Mario Efraín Gómez, mediocampista; Juan Guillermo Vélez, delantero; Óscar Ramos como portero Suplente, Anthony Tapia, mediocampista; Ever Quiñones, mediocampista; Marlon Piedrahíta, defensa; Luis Eduardo Lora volvía al equipo como defensa; Frank Pacheco, mediocampista, John Jairo Palacios, delantero; Camilo Pérez, defensa; Osneider Álvarez, mediocampista; Humberto Marquínez, mediocampista; la gran contratación Luis Páez, delantero; Álvaro José Barros delantero y por último Fabri Castro, defensa para reforzar la nómina en 2013 del Primer Semestre.
Entrando en la temporada 2013 Primer Semestre Deportivo Pasto empezó muy bien 2 triunfos en las primeras 2 fechas contra Deportes Quindío en Armenia y con Patriotas Boyacá en Pasto luego vendría un emocionante juego contra Deportivo Cali que terminó empatado a 2 goles terminando los 2 con 7 puntos y líderes del Campeonato, luego vendría una fecha que dejaría a Deportivo Pasto como único líder del Fútbol Colombiano con 10 puntos ya que ganó 1-0 frente al Junior de Barranquilla que venía de una mala racha, de ahí en adelante nos fue bien ganando todos los partidos de local contra Millonarios por 2-1 Deportivo Independiente Medellín por 1-0 pero en la fecha 9 en un partido muy complicado Deportivo Pasto perdió por 1-2 en el Estadio Libertad de Pasto frente al Deportivo Cali luego del partido encontraron que Luis Páez y Sebastián Villota tenían problemas de indisciplina por ello expulsaron a Luis Páez que venía de un bajo rendimiento y a Sebastián Villota le dieron unas fechas de sanción más una multa. De ahí en adelante empató los 4 partidos siguientes hasta la fecha 14 en donde se impuso por 2-1 en el Libertad frente al Cúcuta Deportivo con lo que llagaba a 24 unidades, luego en la fecha 15 donde sí ganaba se clasificaba anticipadamente se dio una goleada histórica para Deportivo Pasto perdiendo por 6-1 en el Estadio Guillermo Plazas Alcid de Neiva frente al Atlético Huila, de ahí la clasificación a los Cuadrangulares Finales iba a llegar en la última fecha cuando recibió la visita de Itagüí Ditaires cuando empató 1-1 en un partido bastante sufrido hasta el final con lo que se clasificaba como 8 con 26 puntos. Ya para los Cuadrangulares Semifinales empezaría con un 2-1 a favor en el Estadio Libertad frente al Atlético Nacional luego visitó a Deportes Tolima donde cayó por 2-1, después visitaría a Itagui Ditaires donde ganó por 2-3 quedando 6 puntos en el Cuadrangular, para el siguiente partido había mucha expectativa por llegar a la final ya que Atlético Nacional y Deportes Tolima habían empatado y eso le dejaba el camino libre que ganando los dos juegos siguientes sin importar resultados Deportivo Pasto estaría en la Finalísima lastimosamente eso no pasó en el Estadio Libertad perdería frente a Itagüí Ditaires por 0-1 y luego también en la ciudad de Pasto empataría a 1 gol frente a Deportes Tolima lo que dejaría a Deportes Tolima como el más opcionado del grupo a pasar a la final pero en la última fecha de los Cuadrangulares todos los equipos del grupo tenían chances de ir a la final, Deportivo Pasto tenía que ganar en Medellín y esperar que Deportes Tolima no gane pero Deportivo Pasto perdió por 2-1 y dejaba como finalista del grupo al Atlético Nacional que a la postre saldría campeón de Colombia terminando así el Primer Semestre para Deportivo Pasto.

### Segundo Semestre 2013
Luego de que pasó el verano empezaría el Segundo Semestre del año 2013 salieron jugadores que no estaban rindiendo en el equipo como: Anthony Tapia, Arlinton Murillo, Óscar Ramos y Álvaro José Barros.
Llegaron como refuerzos para el Segundo Semestre: Mauricio Gómez Pérez, Luis Carlos Murillo, Andrés Mosquera, el uruguayo Jorge Andrés Ramírez Frostte que al final sería fundamental, el otro uruguayo Julián Lalinde la Gran Contratación para el Segundo Semestre, volvía Víctor Manuel Zapata luego de la recuperación de una trombosis venosa que lo alejó durante todo el Primer Semestre, se recuperó de su lesión David Gonzáles que volvía como portero pero ya no como titular ya que Lucero Álvarez le ganó su puesto gracias a la gran participación en el Primer Semestre y volvía al equipo Kévin Rendón ya que no le fue bien en Argentina en el semestre pasado.
La temporada la iniciaría con un 1-0 a favor en el estadio Libertad frente a Deportes Quindío de ahí en adelante hasta la fecha 4 fueron empates uno de ellos con Patriotas Boyacá con nómina suplente ya que la titular estaba concentrado en el juego de Copa Sudamericana, en la fecha 4 saldría victorioso en Barranquilla ganándole al Junior de Barranquilla por 0-1 de ahí en adelante tuvo que aplazar varios partidos como Deportes Tolima por la fecha 5 y con La Equidad por la fecha 7 perdió contra Millonarios por goleada 4-0 pero Deportivo Pasto estaba con nómina alterna de ahí en adelante tuvo una regular campaña ya que no perdía pero empataba fecha tras fecha y estaba quedando fuera de los 8 mejores ya que el equipo estaba concentrado en la Copa Sudamericana, los empates cesaron en la fecha 12 cuando recibía en el Libertad al Boyacá Chicó con un marcador 4-3 donde los sureños volvían a sonreír luego vendría una seguidilla de triunfos con Alianza Petrolera por 2-1 en el Estadio Libertad por la fecha 13, luego con Cúcuta Deportivo en Cúcuta por 1-2 por la fecha 14 y en una fecha aplazada (fecha 7) con La Equidad en la ciudad de Pasto por marcador de 4-1 con lo que lo dejaría a Deportivo Pasto 2 (colíder) detrás de Atlético Nacional en el campeonato con 25 puntos, ahí terminaron las victorias del Deportivo Pasto ya que en la fecha 15 enfrentando al Atlético Huila en el Libertad ganando se clasificaba anticipadamente con 28 puntos pero el partido se empató dejando a Deportivo Pasto con 26 puntos siguiendo en la segunda posición luego vendría un partido para el olvido en la fecha 16 con Santa Fe que perdió por 2-0 con autogoles del defensa del Deportivo Pasto Wilson Galeano, después vendría la fecha 17 con Atlético Nacional el líder ya clasificado a Cuadrangulares en un partido en el que hubo dos goles, uno para cada equipo, y sucedieron en el minuto 90 uno en seguida del otro mientras Deportivo Pasto celebraba Nacional empataba el partido 1-1 con lo cual dejaría a Deportivo Pasto con 27 puntos muy cerca de la clasificación, en la última fecha Deportivo Pasto perdió frente a Itagüí Ditaires sin embargo se clasificó como 7 con 27 puntos. En los cuadrangulares semifinales Deportivo Pasto empezaría con una inmerecida derrota 3-2 frente al Deportivo Cali en esa semana posterior Deportivo Pasto despidió a 4 jugadores fundamentales en el equipo por no presentarse a los entrenamientos ya que estos jugadores estaban protestando porque no les habían pagado 1 mes de sueldo los jugadores que salieron de la institución fueron: Julián Lalinde, David Gonzáles, Frank Pacheco y Marlon Piedrahíta. También le ocurrió una enfermedad al capitán del equipo René Rosero que no pudo estar en los partidos siguientes, luego y sin dichos jugadores ganaría por 2-1 en el Estadio Libertad frente a Once Caldas ganando así los primeros 3 puntos en el cuadrangular, después visitó a Millonarios en Bogotá donde perdió por 2-0 luego se volverían a ver las caras pero en el Estadio Libertad esta vez Deportivo Pasto se impuso a Millonarios por marcador de 4-1 pero quedó eliminado de poder jugar la final ya que Deportivo Cali ganó su partido haciendo campaña perfecta 12 de 12 y se clasificó a la final anticipadamente del grupo, después visitaría al Once Caldas donde perdería 3-1, luego en el Estadio Libertad recibiría al Deportivo Cali donde ganó 3-2 terminando así 6 en la reclasificación con 69 puntos.

### Copa Colombia 2013
En esta edición de la Copa Colombia Deportivo Pasto se enfrentó en el Grupo E a Universitario de Popayán, Cortuluá, América de Cali, Deportivo Cali y Depor Fútbol Club donde no empezó muy bien y que en las fechas intermedias estaba en duda la clasificación a octavos de final y en algunas fechas terminaron en los últimos puestos del grupo sin embargo al final ganó los partidos que tenía que ganar y se clasificó como uno de los mejores terceros a los Octavos, en octavos de final le tocaría jugar contra Atlético Nacional uno de los favoritos al título, los dos ya habían jugado en esta competición en la Final del 2012 esta vez empezaría en el Estadio Libertad con una caída de 0-3 con nóminas alternas y en el juego de vuelta volvería a ganar Atlético Nacional por 1-0 en el Estadio Atanasio Girardot de Medellín también con nóminas alternas, así terminaría la Copa Colombia 2013 para Deportivo Pasto.

### Participación en la Copa Sudamericana 2013
Después del sorteo realizado en Buenos Aires, Argentina el día 3 de julio de 2013, se conoció que el equipo que enfrentará al Deportivo Pasto en la primera fase de la Copa Sudamericana es FBC Melgar de Arequipa del Perú en el partido de ida realizado en el estadio Libertad de Pasto el día 31 de julio de 2013 se daría un hecho histórico ya que sería la primera vez que Deportivo Pasto gana en un torneo internacional y lo hizo con goleada al ganar por 3-0 con goles de Nicolás Palacios en 2 oportunidades y uno de Luis Carlos Murillo, luego en el partido de vuelta el 6 de agosto de 2013 jugado en Arequipa, Perú en el Estadio Mariano Melgar el Deportivo Pasto perdía por 2-0 pero se clasificó a la segunda fase gracias al global 3-2 y se dio otro hecho histórico por primera vez Deportivo Pasto se clasificaba a la siguiente fase de la Copa Sudamericana.
En la segunda fase se enfrentó al Colo Colo de Chile que era el favorito de la llave, el primer partido se jugó en el Estadio Libertad de Pasto el 22 de agosto de 2013 en donde Deportivo Pasto se impuso por 1-0 con gol de Mauricio Mina y en el partido de vuelta que se jugó en Santiago de Chile, el 28 de agosto de 2013 en el Estadio Monumental, Deportivo Pasto daría una sorpresa al ganarle a un grande de Sudamérica y pasar de ronda esta vez por 0-2 los dos goles del Deportivo Pasto fueron hechos por Julián Lalinde quien se convirtió en la figura del encuentro.
Ya en los octavos de final el rival fue Ponte Preta de Campinas Brasil en el juego de Ida jugado en Campinas el 25 de septiembre de 2013 en el Estadio Moisés Lucarelli Deportivo Pasto perdería por marcador de 2-0, ya en el partido de Vuelta jugado en el Estadio Departamental Libertad de Pasto el día 22 de octubre de 2013 Deportivo Pasto venció a Ponte Preta por marcador de 1-0 gol de Mauricio Mina pero no le alcanzó para clasificarse a los cuartos de final ya que en el marcador global ganó Ponte Preta por 1-2 despidiéndose así de la Copa Sudamericana 2013 que ha sido hasta ahora la mejor participación internacional del Deportivo Pasto.

### Crisis del club (2014-2015)
Comenzó con la marcha del entrenador Flabio Torres al Once Caldas de Manizales, debido a que no quiso renovar el contrato con el club a finales del 2013. Así mismo, se dieron las bajas a futbolistas clave como Gilberto García y Carlos Giraldo, donde emigraron al mismo club blanco; Así mismo, se confirmó las salidas licenciadas de David González, Marlon Piedrahíta y el goleador Julián Lalinde por parte de las directivas, por el asunto de los salarios. En su reemplazo, llegó el entrenador Jorge Luis Bernal al plantel, durante la primera mitad del año 2014. Sin embargo, los resultados no fueron esperados y el club terminó en un dudoso 14.º puesto en la tabla general, rompiendo una racha de clasificarse en los octavos, algo que no sucedía desde el 2011 y obligando la renuncia del entrernador. En el segundo semestre del año, llegó Wilson Gutiérrez proveniente del Independiente Santa Fe y con él, jugadores veteranos como Jairo Patiño con el sueño de volver a los octavos de final. Pero ese sueño se convirtió en pesadilla cuando los resultados fueron devastadores, cosecharon pocas vitorias y muchos empates, dejando en la 17.º posición y provocando la salida del entrenador bogotano, la gran salida de jugadores del plantel y la gran crisis financiera del equipo volcánico.
El 2015 comenzó con un renacer, competía la Categoría Primera A con 20 equipos por primera vez, cuando las directivas nombraron de presidente a Eudoro Dueñas; volvía al equipo el entrenador colombo-argentino Óscar Héctor Quintabani, quien fuera el encargado de que por primera vez el club coronase campeón en el Torneo Apertura del 2006 ante el Deportivo Cali. Con él, jugadores como Ariel Sevillano y Gustavo Bolívar, hacían soñar con que el equipo repitiera la historia. Pero fue un revés, cuando la campaña comenzó tan terrible obteniendo apenas dos victorias y la mayoría de derrotas consecutivas, obligando a la renuncia del entrenador. En ese mismo instante, llegó Guillermo Berrío al banquillo. Sin embargo, el club fue un desastre, consiguiendo el antirecord de tener el peor registro del torneo con apenas 9 unidades y dejándolo en la última posición, peligrando su permanencia en Primera A.
Aun con Berrío en el club, se espera un gran cambio y actitud en el segundo semestre del torneo en el 2015, aunque comenzando con otra bandada de salidas de jugadores, pero trayendo jugadores de experiencia como Nelson Ramos, Luis Estacio, los gemelos Daniel y Óscar Briceño, y Efraín Viáfara.

### Segundo Semestre 2015
Luego de que pasara el verano el Deportivo Pasto tendría que afrontar el segundo semestre del año 2015 empezaría salir los jugadores como: Esteban Giraldo, Rodrigo Odriozola, Ariel Sevillano, Jhon Jairo Montaño, Hernán Pereyra, Gustavo Bolívar, Henry Hernández, Jorge Ramírez, Yustin Arboleda, entre otros que tuvieron una pésima campaña. Con la salida de más de 20 jugadores el técnico Guillermo Berrío tendría que cambiar más del 90% del equipo. Empezaron a llegar jugadores de experiencia como: Luis Estacio, Nelson Ramos, los hermanos Briseño Óscar y Daniel, Efraín Viáfara y el regreso de Edwards Jiménez al combinado pastuso. También llegaron al equipo jugadores como: Jonathan Ávila, José David Leudo, Yuber Asprilla, Darío Bustos, Álex Díaz, Francisco Córdoba, Rodrigo Soria, Giovanny Martínez, Claudio Rivero, Jeysen Núñez y Wilson Mena a ellos se le unieron los jugadores: Jorge Iván Soto, Omar Mancilla, camilo Ceballos, Bréiner Belalcázar, Jonathan Gómez y Marlon Fernández. Ya con la plantilla lista para afrontar la Liga Águila ll, Pasto enfrentaba su primer reto en casa que era Millonarios en un partido intenso empataron (0-0), para la segunda fecha tendría que afrontar a Cortuluá donde el equipo cayó derrotado (5-1), para la tercera y cuarta fecha pasto hizo la tarea ganándole (2-0) a Jaguares y (2-1) a Once Caldas, la quinta fecha enfrentó a Atlético Nacional cayendo (4-0), la sexta fecha pasto recibía a Uniautonoma donde ganó (3-0), para la sexta y séptima fecha, Pasto cayó derrotado por el mismo marcador (1-0) contra Independiente Medellín y Alianza Petrolera, para la fecha 9, Pasto derrotó a Envigado (2-0), la décima fecha, Pasto cayo en condición de local frente a La Equidad (1-2), para las fechas siguientes, el Deportivo Pasto obtuvo 5 victorias (Santa Fe, Atlético Huila, Patriotas Boyacá, La Equidad y Cúcuta Deportivo.), 2 empates frente a (Deportivo Cali y Deportes Tolima) y 2 derrotas (Boyacá Chico y Junior. Para la última fecha se enfrentaba a Águilas Doradas. Con la ilusión que el equipo clasificara a los play-offs el equipo se jugaba su última carta, pero las cosas no se dieron y cayeron en el libertad por 0-3 y así obteniendo 30 puntos que no le alcanzaron para su clasificación.

### Copa Colombia 2015
En la 8 edición de la Copa Colombia de la mano de Oscar Héctor Quintabani:
- En la primera fase terminó de primero con 11 puntos. El equipo se enfrentó al grupo D a Universitario de Popayán, Unión Magdalena y Valledupar.
- En octavos de final ya de la mano Guillermo Berrío se enfrentó al Real Cartagena en un marcador global de 5-2. En el partido de ida en Cartagena empataron a 1-1 y en el partido de vuelta el pasto ganó 4-1 dando le la clasificación a cuartos de final enfrentando al Once Caldas.
- En cuartos de final se enfrentó al Once Caldas. En un global 2-2 en el partido de ida, en condición de local, empataron 2-2. En el de vuelta los equipos empataron 0-0 y teniendo que definir la seria desde el punto penal donde el equipo cayo 3-2 y así despidiéndose el equipo de la Copa Colombia 2015.

### Temporada 2016

#### Torneo Apertura
En este nuevo año el equipo prometía ya que había terminado haciendo una buena campaña en el 2015; con la llegada de jugadores como Yair Arrechea, Yoiver González, Harold Gómez, Ricardo Villarraga los volantes Freddy Machado, Luis Mosquera, Michael Ordóñez, John Varela, Leandro Velázquez, Cleider Alzáte, Brayan Angulo y los delanteros Harold Reina y Cristian Nazarit y la salida de jugadores que por sus buenas actuaciones fueron adquiridos por otros equipos como el caso de Jonathan Gómez, Marlon Fernández y Yuber Asprilla y otros que pasaron sin pena y sin gloria como Jorge Iván Soto, Darío Bustos entre otros.
Arranca la liga con un buen comienzo tras mantener un invicto de 8 fechas tras 2 victorias contra Boyacá Chicó y La Equidad respectivamente y 6 empates en los que se destacan los empates conseguidos de visitante contra Millonarios  1 a 1 y Junior 2 a 2; En la fecha 9 cae derrotado 4 a 0 ante el Atlético Huila tras este tropezón llegan dos juegos de locales contra Once Caldas y Medellín en los cuales gana 1 a 0 en los dos encuentros, tras esta racha de buenos resultados llega el bajón del equipo tras caer derrotado tres fechas consecutivamente frente Patriotas Boyacá, Santa Fe y Deportivo Cali respectivamente, en los últimos 6 juegos el equipo consigue solo 6 puntos de 18 posibles y así quedar eliminado de la competición con apenas 24 puntos.

#### Torneo Finalización
Luego del terrible primer semestre se vendría la desbandada tras la salida de Guillermo Berrio por fuertes acusaciones que se dirigían hacia el dirigente Oscar Casabon; con el salieron jugadores como Nelson Ramos, Harold Gómez, Brayan Angulo, Harold Reina, las renuncias de los jugadores Bréiner Belalcázar y Cleider Alzáte, entre otros. Llegó al banquillo José Fernando Santa y con el llegaron jugadores como Jonathan Deniz, Christian Rivera, Yesus Cabrera, Juan Gilberto Núñez, Alveiro Sánchez y la llegada del jugador Johan Arango devolvió la esperanza de tener un equipo competitivo pero comenzaría con el pie izquierdo tras caer derrotado en casa 2 a 1 frente al Once Caldas, calmaría los ánimos tras ganarle al Boyacá Chicó de visitante pero volvería a caer tras jugar 4 partidos y solo obtener 3 puntos, volvió a mostrar buen fútbol para la fecha 8 en el cual logró ganar a Cortuluá con un gol solitario. Pero volvió caer esta vez a mano de La Equidad con un contundente 4 a 0, para la fecha 9 y 10 ilusionó a los hinchas tras ganarle al Atlético Huila por 2 a 0 y al Once Caldas de visitante 2 a 3 pero al pasar 8 fechas en las cual sería vital ganar el equipo cayo en una racha de derrotas y empates en los cuales obtuvo 2 puntos 24; Con esta mala racha el equipo quedó muy comprometido en la tabla del descenso ya que Boyacá Chicó había ganado partidos importantes, así que los hinchas y comunidad en general le pidieron al gobernador que interfiera para que el equipo no caiga al sótano del descenso, lo cual el gobernador aceptó y se dirigió hacia las oficinas del equipo, tras una larga charla el gobernador se comprometió ayudar al equipo y le pidió a las barras e hinchas en general a que acompañen al equipo en el último juego del equipo en donde se enfrentaría al ya descendido Fortaleza por la fecha 19; Por ciertos motivos se le pidió a la Dimayor que los partidos Deportivo Pasto vs Fortaleza e Independiente Medellín vs Boyacá Chicó, se jugarán a la misma hora para que los equipos no jueguen ya con los resultados. Llegaría el día del partido en el cual asistieron más de 15.000 almas que cantaron el único y solitario gol de Julián Guillermo con el cual equipo ganaría y permanecería un año más en la Liga Águila.

#### Copa Colombia 2016
En la 9 edición de la Copa Colombia de la mano de Guillermo Berrio:
- En la primera fase terminó de primero con 11 puntos. El equipo se enfrentó al grupo D a Universitario de Popayán, Unión Magdalena y Valledupar.
- En octavos de final el equipo enfrentó al Junior en el cual el partido de ida en Barranquilla ganó 1-2, con anotaciones de Léiner Escalante para Junior y doblete de Johan Arango para Deportivo Pasto; en el partido de vuelta el equipo cayó derrotado con gol de Édison Toloza, llevándolo a los tiros desde el punto penal donde Junior ganó 4-5, eliminando al club.

### Temporada 2017
Tras acabar un año pésimo que fue el 2016, se vendrían grandes cambios para el equipo, empezando por el despido del director técnico José Fernando Santa, que desencadenó la salida de varios dirigentes, en las que se destaca el nombre del presidente, Eudoro Dueñas. Con el equipo a la deriva, llega como presidente Óscar Casabón, que llega con nuevos proyectos para el club.
A finales del 2016 se nombra como nuevo director técnico de forma sorpresiva a Flabio Torres y con el llegan jugadores de experiencia que prometen volver a tener un equipo competitivo que lo alejen del descenso. Finalmente termina 3.º en el Torneo Apertura tras casi cinco años de incertidumbre, alejándose de forma rápida de la tabla de descenso y posteriormente clasificándose a cuartos donde caerían ante América de Cali por la mínima, dejando buenas impresiones en la liga Águila.
En Copa Colombia queda primero de su grupo superando a Universitario Popayán, Cortuluá y Valledupar F.C después queda eliminado en octavos de final por Independiente Medellín en definición por penaltis.

### Bandeara

Bandera de San Juan de Pasto, símbolo de la ciudad que identifica los colores del club.

## Uniforme
- Uniforme titular: Camiseta roja con bordes azules y con emblemas de la región (Volcán Galeras), pantalón azul con bordes rojos y medias rojas con borde azul.
- Uniforme suplente:  Camiseta azul con bordes rojos y con emblemas de la región (Volcán Galeras), pantalón rojo con bordes azules y medias azules con borde rojo.
- Uniforme alternativo:  Camiseta blanca, pantalón blanco con bordes azules y rojos y medias blancas con borde azul.

### Evolución de uniformes

#### Uniforme local
| 2012 | 2013 | 2014 | 2015 | 2016 | 2017 | 2018 | 2019 |

| 2020 | 2021 | 2022/23 | 2023/24 | 2024/25 | 2025 |

#### Uniforme visitante
| 2012 | 2013 | 2014 | 2015 | 2016 | 2017 | 2018 | 2019 |

| 2020 | 2021 | 2022/23 | 2023/24 | 2024/25 | 2025 |

#### Tercer uniforme
| 2013 | 2015 | 2016 | 2017 | 2018 | 2019 | 2020 | 2021 |

| 2022/23 | 2023/24 | 2024/25 | 2025 |

## Estadio

### Estadio Departamental Libertad

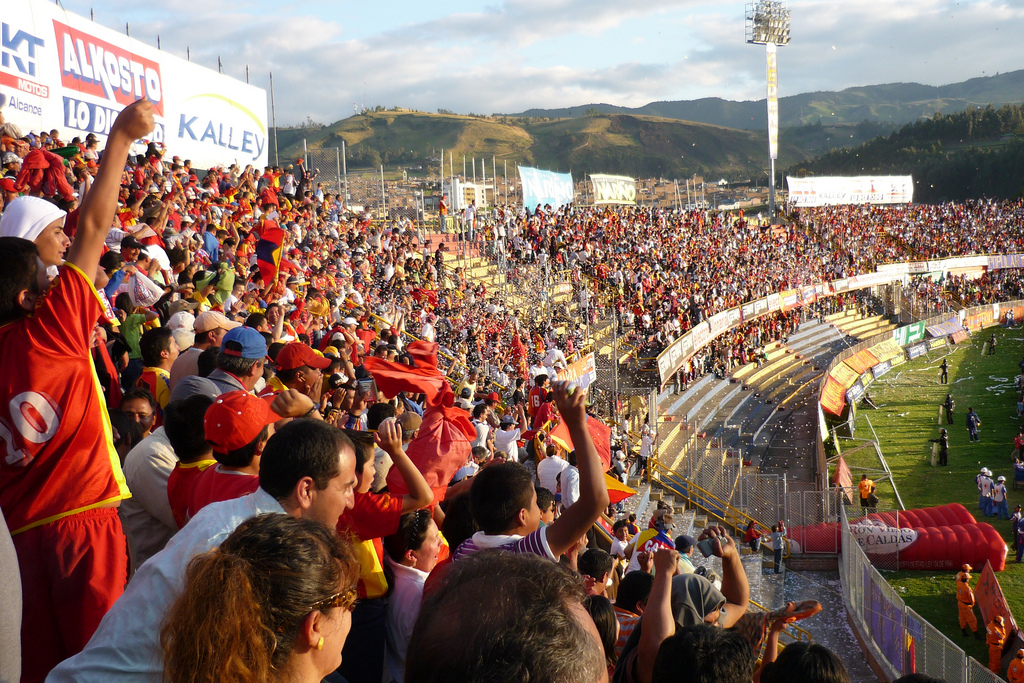
Panorámica de la Tribuna occidental del Estadio Departamental Libertad.

El estadio de fútbol Departamental Libertad es el escenario que utiliza el equipo Deportivo Pasto y Deportivo Pasto Femenino para jugar sus partidos oficiales. Está ubicado en la avenida panamericana, salida sur de San Juan de Pasto. El estadio es propiedad del departamento de Nariño y fue inaugurado en 1954 bajo el nombre de 13 de junio pero tres años más tarde a la caída de la dictadura del general Gustavo Rojas Pinilla el estadio pasó a llamarse Estadio Departamental Libertad. Tuvo una gran remodelación con motivo de la participación del Deportivo Pasto en la Copa Libertadores 2007, quedando con una capacidad de 28.000 espectadores, aproximadamente. Tiene césped natural y unas dimensiones del campo de juego de 120 x 90 m. Además de ser sede del equipo Deportivo Pasto es el principal escenario de la ciudad donde se celebran actos deportivos y culturales como el evento del 3 de enero, Canto a la Tierra del Carnaval de Negros y Blancos.

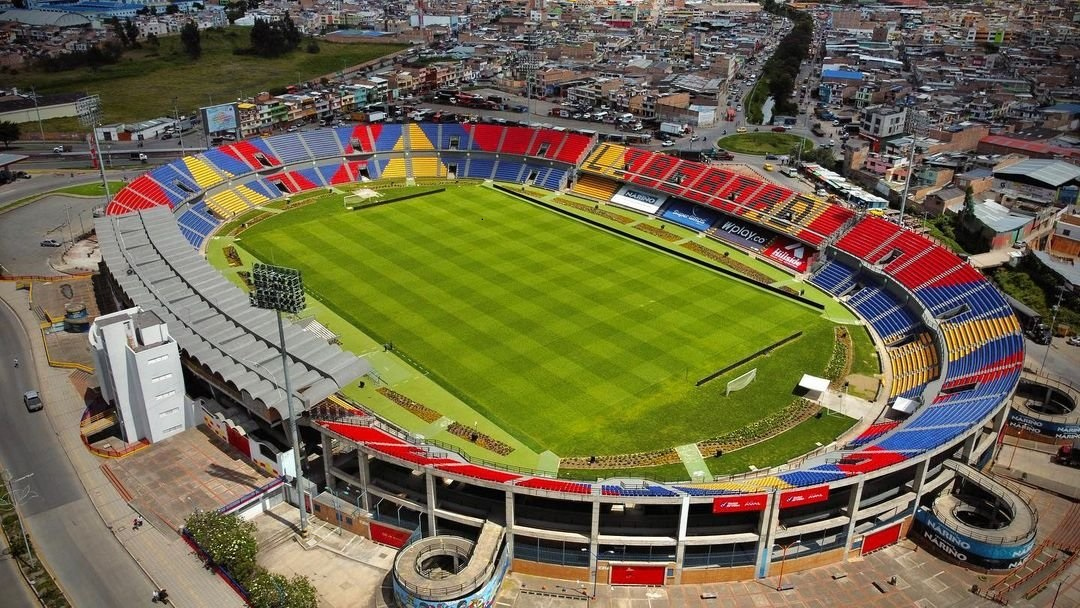
Panorámica vista aérea

### Estadio Municipal de Ipiales
Por la remodelación total del Estadio Departamental Libertad, que se llevó a cabo desde comienzos del 2019,[cita requerida] el equipo no ha podido utilizar sus instalaciones y dado eso, se ha establecido como sede alterna el Estadio Municipal de Ipiales,[cita requerida] fue sede entre el 3 de febrero y el 19 de octubre de 2019.

## Proveedor y patrocinadores
| Indumentaria y Patrocinador | Indumentaria y Patrocinador | Indumentaria y Patrocinador                                                                                      | Indumentaria y Patrocinador |
| Periodo                     | Indumentaria                | Patrocinador |                             |
| --------------------------- | --------------------------- | --- | --------------------------- |
| 1996-1997                   | Ninguno                     | Cerveza Poker |                             |
| 1998                        | Penalty                     | Cerveza Poker |                             |
| 1999                        | Penalty                     | Aguardiente Néctar                                                                                               |                             |
| 2000-2001                   | Toccata                     | Aguardiente Néctar                                                                                               |                             |
| 2002-2003                   | FSS                         | Aguardiente Nariño                                                                                               |                             |
| 2004                        | Torino                      | Aguardiente Nariño                                                                                               |                             |
| 2005-2006                   | Pibes                       | Aguardiente Nariño                                                                                               |                             |
| 2007                        | Umbro                       | Aguardiente Nariño                                                                                               |                             |
| 2008                        | Saeta                       | Aguardiente Nariño                                                                                               |                             |
| 2009                        | Kaxon                       | Aguardiente Nariño                                                                                               |                             |
| 2010                        | FSS                         | Aguardiente Nariño                                                                                               |                             |
| 2011-2015                   | Keuka                       | Aguardiente Nariño                                                                                               |                             |
| 2016                        | Sheffy                      | Aguardiente Nariño                                                                                               |                             |
| 2017-2018                   | Saeta                       | Aguardiente Nariño                                                                                               |                             |
| 2019                        | Attle Soccer Wear           | Aguardiente Nariño                                                                                               |                             |
| 2020-2022                   | Hillside                    | Aguardiente Nariño                                                                                               |                             |
| 2022-2023                   | Aerosport                   | Aguardiente Nariño                                                                                               |                             |
| 2024                        | Boman                       | Aguardiente Nariño Banco AV Villas Betplay Cedenar Cootranar IPS Kinesis S.A.S. Empopasto Orthowell StarConexion |                             |
| 2025                        | Boman                       | Aguardiente Nariño Banco AV Villas Betplay Cedenar Cootranar IPS Kinesis S.A.S. Empopasto Orthowell StarConexion |                             |

## Datos del club
- Puesto histórico: 17.º
- Temporadas en 1.ª: 36 (1999 - 2009, 2012 - presente).
- Temporadas en 2.ª: 5 (1996-97 - 1998, 2010 - 2011).
- Temporadas en 3.ª: 5 (1991 - 1995).
- Mejor puesto en la liga
  - Primera A 1.º (2006-I).
  - Primera B 1.º (1998, 2011).
  - Primera C 2.º (1995).
- Peor puesto en la liga:
  - Primera A 20° (2015-I).
  - Primera B 11.º (Adecuación 1997).[114]
  - Primera C 15.º (Adecuación 1994).
- Mayores goleadas conseguidas de local:
  - En campeonatos nacionales:
    - 6-1 a Unión Magdalena el 28 de febrero de 1999[115]
    - 6-1 a Independiente Medellín el 5 de noviembre de 1999
    - 5-0 a Envigado F.C. el 15 de octubre de 2006.[116][117]
    - 5-0 a Patriotas Boyacá el 21 de febrero de 2017[118]
    - 5-1 a Atlético Huila el 5 de abril de 2014
    - 5-1 a Once Caldas el 4 de octubre de 2009[119][120][121][122]
    - 4-0 a América de Cali el 9 de junio de 2004
    - 4-0 a Atlético Huila el 5 de septiembre de 1999[123]
    - 4-0 a Atlético Bucaramanga el 7 de febrero de 2020[124]
    - 4-1 a Equidad el 1 de noviembre de 2007[125]
    - 4-1 a Jaguares de Córdoba el 17 de febrero de 2019[126]
    - 4-1 a Independiente Santa Fe el 9 de abril de 2006[127]
    - 4-2 a Atlético Nacional el 17 de noviembre de 2000

  - En campeonatos internacionales:
    - 3-0 a Melgar el 31 de julio de 2013
- Mayores goleadas conseguidas de Visitante:
  - En campeonatos nacionales:
    - 0-4 a Cortuluá el 3 de febrero de 2017[128]
    - 0-4 a Atlético Huila el 18 de septiembre de 2005[129][130]
    - 1-4 a Cortuluá el 3 de septiembre de 2000
    - 0-3 a Real Cartagena el 21 de mayo de 2006[131]
    - 0-3 a América de Cali el 1 de junio de 2019[132]
    - 0-3 a Millonarios el 2 de septiembre de 2007[133]
    - 0-3 a Boyacá Chicó el 25 de noviembre de 2007[134]
    - 1-3 a Atlético Nacional el 18 de junio de 2006[135][136]

  - En campeonatos internacionales:
    - 0-2 a Colo Colo el 28 de agosto de 2013
- Mayor goleada recibida de local:
  - En campeonatos nacionales:
    - 1-5 con América de Cali, 18 de junio de 2000
    - 1-4 con Deportivo Cali el 29 de marzo de 2015
    - 0-3 con Cortuluá el 7 de febrero de 2015
    - 0-3 con Rionegro Águilas el 22 de noviembre de 2015
    - 0-3 con Independiente Medellín el 28 de febrero de 2015

  - En campeonatos internacionales:
    - 0-2 con Gimnasia y Esgrima el 5 de abril de 2007
- Mayor goleada recibida de Visitante:
- En campeonatos nacionales:
- 6-0 con Águilas Doradas el 17 de mayo de 2015
- 6-1 con Atlético Huila el 12 de mayo de 2013
- 5-1 con Millonarios el 25 de marzo de 2015
- 5-1 con Cortuluá el 18 de julio de 2015
- 5-2 con Deportivo Pereira el 13 de abril de 2008[137]
- 4-0 con Santa Fe el 5 de abril de 2015
- 4-0 con Millonarios el 5 de octubre de 2008[138]
- 4-0 con Deportes Tolima el 6 de diciembre de 2006
  - En campeonatos internacionales:
    - 3-0 con Defensor Sporting el 28 de marzo de 2007
    - 3-0 con Santos el 19 de abril de 2007
- Máximo goleador: Carlos Daniel Hidalgo con 55 goles.[139]
- Más partidos disputados: René Rosero con 360 partidos.[139]
- Goles Olímpicos
  - Carlos Rendón en 2001.
  - Brahaman Sinisterra en 2007.
  - Gilberto García en 2018
  - César Quintero en 2021

### Participación internacional
| Copa Internacional | Edición | Fase             |  |
| ------------------ | ------- | ---------------- |  |
| Copa Libertadores  | 2007    | Fase de grupos   |  |
| Copa Sudamericana  | 2003    | Primera fase     |  |
| Copa Sudamericana  | 2013    | Octavos de final |  |
| Copa Sudamericana  | 2020    | Primera fase     |  |
| Copa Sudamericana  | 2021    | Primera fase     |  |
|                    |         |                  |  |

### Cronología del club
- 1949: Se funda el Deportivo Pasto el 12 de octubre de 1949
- 1995: Campeón de la zona Suroccidental del torneo de la Primera C
- 1996:  3.º de torneo de la Primera C - La Dimayor concede el cupo 16 al Deportivo Pasto para jugar la Primera B
- 1996/1997: 4.º de torneo de la Primera B - 10.º de torneo Adecuación de la Primera B
- 1998:  Campeón de Segunda División
- 1999: 8.º de Primera División - 11.º en la reclasificación final
- 2000: 14.º de Primera División
- 2001: 12.º de Primera División
- 2002: 8.º del Torneo Apertura de Primera División - Subcampeón del Torneo Finalización de Primera División
- 2003: 15.º del Torneo Apertura de Primera División - 8.º del Torneo Finalización de Primera División - Treintaidosavos de final de la Copa Sudamericana
- 2004: 6.º del Torneo Apertura[140] Primera División - 16.º del Torneo Finalización de Primera División
- 2005: 9.º del Torneo Apertura[141] Primera División - 12.º del Torneo Finalización de Primera División
- 2006: Campeón del Torneo Apertura de Primera División - 6.º del Torneo Finalización de Primera División
- 2007: Fase de grupos de la Copa Libertadores de América
- 2007: 10.º del Torneo Apertura Primera División - 5.º del Torneo Finalización de Primera División
- 2008: 16.º del Torneo Apertura Primera División - 16.º del Torneo Finalización de Primera División - Fase de grupos de la Copa
- 2009:  16.º del Torneo Apertura de Primera A - 10.º del Torneo Finalización de Primera A - Subcampeón de la Copa Colombia
- 2010: Subcampeón de Segunda División - Octavos de final de la Copa Colombia
- 2011: Ganador del Torneo Finalización de la Primera B - Octavos de final de la Copa
- 2011:  Campeón de Segunda División.
- 2012: Subcampeón del Torneo Apertura de Primera División - 7.º del Torneo Finalización de Primera División
- 2012: Subcampeón de la Copa Colombia
- 2013: 7.º del Torneo Apertura de Primera A - 5.º del Torneo Finalización de Primera División - Octavos de final de Copa Colombia
- 2013: Octavos de final de la Copa Sudamericana
- 2014: 12.º del Torneo Apertura de Primera División - 17° en el Torneo Finalización - Fase de grupos de la Copa Colombia
- 2015: 20.º del Torneo Apertura de Primera División - Cuartos de final de la Copa Colombia - 10.º del Torneo Finalización de Primera División
- 2016: 11° del Torneo Apertura de Primera División - Octavos de final de la Copa Colombia - 16° del Torneo Finalización de Primera División
- 2017: 3° del Torneo Apertura de Primera División-Octavos de final de la Copa Colombia-15° del Torneo Finalización de Primera División
- 2018:  18°  del Torneo Apertura[142] de Primera Divisiòn -Fase III preliminar de la Copa Colombia - 18° del Torneo Finalización de Primera División
- 2019: Subcampeón del Torneo Apertura[143] de Primera División-Semifinales de la Copa Colombia-14° del Torneo Finalización de Primera División.

## Organigrama deportivo

### Plantilla 2025-II
- Los equipos colombianos están limitados a tener en la plantilla un máximo de cuatro jugadores extranjeros. La lista incluye sólo la principal nacionalidad o nacionalidad deportiva de cada jugador.
- Para la temporada 2022 la Dimayor autorizó la inscripción de treinta (30) jugadores a los clubes,[144] de los cuales cinco (5) deben ser categoría Sub-23.[145]
- Los jugadores de categoría sub-20 no son tenidos en cuenta en el conteo de los 30 inscritos ante Dimayor.

- Los nombres de los jugadores que están en negrita,son jugadores que son formados por el club.
- Jugadores que se encuentran lesionados en el club.
- Jugadores a servicio de la Selección Colombia (Sub-15), (Sub-17), (Sub.20), (Sub-23) y (Absoluta).

### Altas y bajas 2025-II
| Altas                  | Altas          | Altas                | Altas          | Altas |
| Jugador                | Posición       | Procedencia          | Tipo           |       |
| ---------------------- | -------------- | -------------------- | -------------- | ----- |
| Santiago Jiménez       | Defensa        | Atlético Bucaramanga | Libre.         |       |
| Freddy Espinal         | Centrocampista | Club Llaneros        | Libre.         |       |
| Juan Manuel Valencia   | Centrocampista | São Bernardo         | Libre.         |       |
| John Méndez            | Centrocampista | Atlético Huila       | Cesión.        |       |
| José Bernal            | Delantero      | Club Llaneros        | Fin de cesión. |       |
| Yoshan Valois          | Delantero      | Zamora FC            | Fin de cesión. |       |
| David Camacho          | Delantero      | Fortaleza            | Libre.         |       |
| Jeirye Caicedo         | Delantero      | Fortaleza Sub-20     | Traspaso.      |       |
| Jeferson Rivas         | Delantero      | Itagüí Leones        | Libre.         |       |
| Jaider Victoria Moreno | Delantero      | Deportivo Cali Sanín | Traspaso.      |       |

| Bajas            | Bajas          | Bajas                | Bajas                  | Bajas |
| Jugador          | Posición       | Destino              | Tipo                   |       |
| ---------------- | -------------- | -------------------- | ---------------------- | ----- |
| Brayan Carabalí  | Defensa        | Beitar Jerusalem     | Traspaso.              |       |
| Edwin Velasco    | Defensa        | Deportivo Pereira    | Rescisión de contrato. |       |
| Gustavo Charrupi | Centrocampista | Atlético Bucaramanga | Traspaso.              |       |
| Juan Castilla    | Centrocampista | La Equidad           | Fin de contrato.       |       |
| Déinner Quiñones | Delantero      | Once Caldas          | Rescisión de contrato. |       |
| Yair Arboleda    | Delantero      | Deportivo Platense   | Rescisión de contrato. |       |
| Nicolás Morínigo | Delantero      | Tembetary            | Fin de contrato.       |       |
| Gustavo Torres   | Delantero      | Deportivo Pereira    | Rescision de contrato. |       |
| Ray Vanegas      | Delantero      | Bandera de ?         | Rescisión de contrato. |       |

### Jugadores cedidos
Jugadores que son propiedad del equipo y son prestados para actuar con otro conjunto, algunos con opción de compra(*).
| Cedidos | Cedidos  | Cedidos   | Cedidos |
| Jugador | Posición | Cedido al | Hasta   |
| ------- | -------- | --------- | ------- |

### Jugadores cedidos en el club
Jugadores que son propiedad de otro equipo y están prestados en el club, algunos con opción de compra.
| Cedidos en el club | Cedidos en el club | Cedidos en el club    | Cedidos en el club |
| Jugador            | Posición           | Cedido desde          | Hasta              |
| ------------------ | ------------------ | --------------------- | ------------------ |
| Joyce Ossa         | Defensa            | Fortaleza CEIF        | Diciembre de 2025  |
| Andrés Alarcon     | Defensa            | Patriotas Futbol Club | Diciembre de 2025  |

### Jugadores en selecciones nacionales
Nota: en negrita jugadores parte de la última convocatoria en sus respectivas selecciones.
| País     | Categoría | Jugador(es)                    |
| -------- | --------- | ------------------------------ |
| Colombia | Sub-23    | Andrés Alarcón                 |
| Colombia | Sub-20    | Patrick Preciado Jaider Moreno |
| Ecuador  | Absoluta  | Luis Caicedo                   |

## Entrenadores

### Cuerpo técnico actual
| Cuerpo Técnico Temporada 2024 | Cuerpo Técnico Temporada 2024 | Cuerpo Técnico Temporada 2024 | Cuerpo Técnico Temporada 2024 |
| Cuerpo Técnico                | Nombres                       |                               |                               |
| ----------------------------- | ----------------------------- | ----------------------------- | ----------------------------- |
| Director Técnico              | Camilo Ayala                  |                               |                               |
| Asistente Técnico 1           | Edwards Muñoz                 |                               |                               |
| Asistente Técnico 2           | René Rosero                   |                               |                               |
| Preparador Físico             | Juan Alberto Ciarmela         |                               |                               |
| Medico                        | Omar Benavides                |                               |                               |
| Kinesiologo                   | Diego Sarate                  |                               |                               |
| AV                            | Pedro Juajinoy                |                               |                               |
| Pre. de Arqueros              | Bandera de ?                  |                               |                               |
|                               |                               |                               |                               |

### Listado de todos los tiempos
- En negro entrenadores con destacado rendimiento.

| Carlos Valencia                          | 1996 - 1997       |
| Félix Valverde                           | 1998 - 1999       |
| Jairo Enríquez                           | 2000              |
| Carlos Restrepo                          | 2000              |
| Félix Valverde                           | 2000 - 2001       |
| Jairo Enríquez                           | 2001 - 2002       |
| Hugo Castaño                             | 2002              |
| Néstor Otero                             | 2002 - 2003       |
| Miguel Augusto Prince                    | 2003 - 2004       |
| Carlos Navarrete                         | 2004              |
| Jairo Enríquez                           | 2004              |
| Néstor Otero                             | 2005              |
| Oscar Quintabani                         | 2006              |
| Santiago Escobar                         | 2006              |
| Álvaro de Jesús Gómez                    | 2007              |
| Carlos Rendón                            | 2007              |
| Miguel Augusto Prince                    | 2007 - 2008       |
| Jorge Bermúdez                           | 2008              |
| Bernardo Redín                           | 2008 - 2009       |
| Jorge Luis Bernal                        | 2009              |
| Hernán Darío Herrera                     | 2010              |
| Jorge Luis Bernal                        | 2010              |
| Flabio Torres                            | 2011 - 2013       |
| Jorge Luis Bernal                        | 2014              |
| Wilson Gutiérrez                         | 2014              |
| Oscar Quintabani                         | 2015              |
| Guillermo Berrío                         | 2015 - 2016       |
| José Fernando Santa                      | 2016              |
| Flabio Torres                            | 2017 - 2018       |
| Hernán Lisi                              | 2018              |
| Jairo Enríquez                           | 2018              |
| Alexis García                            | 2019              |
| Octavio Zambrano                         | 2019              |
| Diego Corredor                           | 2020-2021         |
| Giovanny Ruiz                            | 2021              |
| Flabio Torres                            | 2021 - 2023       |
| Jersson González                         | 2024              |
| Rene Rosero                              | 2024              |
| Gustavo Florentín                        | 2024-II           |
| Camilo Ayala                             | 2025 - Actualidad |
| Última actualización: 1 de Junio de 2025 |                   |

## Palmarés

### Torneos nacionales
| Competición Nacional      | Títulos     | Subtítulos               |
| ------------------------- | ----------- | ------------------------ |
| Categoría Primera A (1/3) | 2006-I.     | 2002-II, 2012-I, 2019-I. |
| Copa Colombia (0/2)       |             | 2009, 2012.              |
| Categoría Primera B (2/1) | 1998, 2011. |                          |

### Torneos amistosos

#### Torneos nacionales
- Copa Ciudad de Buga (1): 2009.[151]

- Copa Ciudad de Popayán (1): 2015.[152]

- Torneo Super8 (1): 2019.[152]

#### Torneos internacionales
- Copa Internacional Ciudad de Pasto (1): 2012.[153]

## Otros equipos
| Deportivo Pasto Sub-15   | Rene Rosero                |
| Deportivo Pasto Sub-17   | Diego Dulce                |
| Deportivo Pasto Sub-20   | Geovanny Ruiz              |
| Deportivo Pasto Femenino | Rene Rosero Jairo Enriquez |

### Deportivo Pasto Sub-20
- Jugadores que participaron con el equipo principal y alternativamente juegan con el equipo Sub-20, están disponibles cuando el DT del primer equipo lo disponga.

|                |                     | Nombre            | Posición          | Edad    | PJ | Goles | Club Pro.          |
| -------------- | ------------------- | ----------------- | ----------------- | ------- | -- | ----- | ------------------ |
| Arqueros       |                     |                   |                   |         |    |       |                    |
| 1              | Bandera de Colombia | Cristian Quiñones | Arquero           | 20 años | *  | *     | Divisiones menores |
| 33             | Bandera de Colombia | Jerónimo Osorno   | Arquero           | 23 años | *  | *     | Divisiones menores |
| Defensas       |                     |                   |                   |         |    |       |                    |
| 3              | Bandera de Colombia | Ramiro Morales    | Lateral derecho   | 21 años | *  | *     | Divisiones menores |
| 14             | Bandera de Colombia | Willian González  | Defensa central   | 23 años | *  | 2     | Divisiones menores |
| 21             | Bandera de Colombia | Diego Chaná       | Defensa central   | 22 años | *  | *     | Divisiones menores |
| 13             | Bandera de Colombia | Yonier Solis      | Lateral izquierdo | 21 años | *  | *     | Divisiones menores |
| 24             | Bandera de Colombia | Harrison Quiñones | Lateral izquierdo | 21 años | *  | *     | Divisiones menores |
| 6              | Bandera de Colombia | Ronald Palma      | Defensa central   | 21 años | *  | *     | Divisiones menores |
| 40             | Bandera de Colombia | Kevin Barrios     | Defensa central   | 26 años | *  | *     | Divisiones menores |
| Mediocampistas |                     |                   |                   |         |    |       |                    |
| 6              | Bandera de Colombia | Matteo Garcia     | Volante de marca  | 26 años | *  | *     | Divisiones menores |
| 15             | Bandera de Colombia | Lider Suárez      | Volante mixto     | 26 años | *  | *     | Divisiones menores |
| 25             | Bandera de Colombia | Luin Ortiz        | Volante de marca  | 19 años | *  | *     | Divisiones menores |
| 29             | Bandera de Colombia | Juan Calpa        | Volante mixto     | 21 años | *  | *     | Divisiones menores |
| 5              | Bandera de Colombia | Johan Caicedo     | Volante ofensivo  | 21 años | *  | 1     | Divisiones menores |
| 8              | Bandera de Colombia | Gustavo Charrupi  | Volante de marca  | 21 años | *  | 2     | Divisiones menores |
| 15             | Bandera de Colombia | Hader Ibarguen    | Volante mixto     | 21 años | *  | *     | Divisiones menores |
| Delanteros     |                     |                   |                   |         |    |       |                    |
| 11             | Bandera de Colombia | Weimar Satizabal  | Media Punta       | 21 años | *  | *     | Divisiones menores |
| 16             | Bandera de Colombia | Luis Rangel       | Media Punta       | 22 años | *  | 1     | Divisiones menores |
| 27             | Bandera de Colombia | Duvan Riascos     | Centro Delantero  | 22 años | *  | 3     | Divisiones menores |
| 20             | Bandera de Colombia | Tomás Orozco      | Media Punta       | 21 años | *  | 1     | Divisiones menores |
| Entrenador     |                     |                   |                   |         |    |       |                    |
| D.T.           | Bandera de Colombia | Geovanny Ruiz     | Entrenador        |         | 12 | 11    |                    |
|                |                     |                   |                   |         |    |       |                    |

- Jugadores que hacen parte del plantel profesional.
- Jugadores que provienen de la Sub-17 del club.
- Jugadores a servicio de la Selección Colombia (Sub-15), (Sub-17), (Sub.20), (Sub-23) y (Absoluta)